# ستيف مارتن (لاعب دوري الرغبي)
ستيف مارتن (بالإنجليزية: Steve Martin)‏ هو لاعب دوري الرغبي أسترالي، ولد في 19 ديسمبر 1958 في واجا واجا في أستراليا.